# Dead Poetic
Dead Poetic (abreviado DP), fue una banda alternativa formada originalmente en el año 1997, en Dayton, Ohio. La banda se disolvió el año 2007. La banda lanzó 2 EP, 3 LP, 1 Compilatorio y 3 videos musicales.

## Miembros
- Brandon Rike - voces
- Zach Miles - guitarras, coros
- Jesse Sprinkle - batería, percusión

### Antiguos miembros
- Dusty Redmon - guitarras (2005 - 2006)
- Todd Osborn - guitarras (2001 - 2004)
- John Brehm - bajo (2004 - 2006)
- Chad Shellabarger - bajo (1997 - 2004)
- Josh Shellabarger - batería, percusión (1997 - 2004)

## Discografía
- Invasion (EP - 1999)
- Song (EP - 2001)
- Four Wall Blackmail (LP - 2002)
- New Medicines (LP - 2004)
- Vices (LP - 2006)
- The Finest (Compilatorio - 2007)

### Videos
- August Winterman (2002)
- New Medicines (2004)
- Narcotic (2006)
- Paralytic (2007)

- Datos: Q3020558